# Talesa d'Aragó
Talesa d'Aragó fou una noble aragonesa, esposa del vescomte Gastó IV de Bearn (menut territori al vessant nord dels Pirineus). Durant les absències del seu marit i després de la mort d'aquest va ser ella la qual s'encarregà del govern del vescomtat.
Talesa era filla de Sanç, comte d'Aibar i Javierre-Latre, germà natural del rei d'Aragó Sanç Ramires. Es casà cap a 1085 amb Gastó (futur Gastó IV), fill del vescomte de Bearn Cèntul V. Va rebre en dot el vescomtat de Montaner, petit territori situat en el veí comtat de Bigorra que així passà al patrimoni dels vescomtes de Bearn.

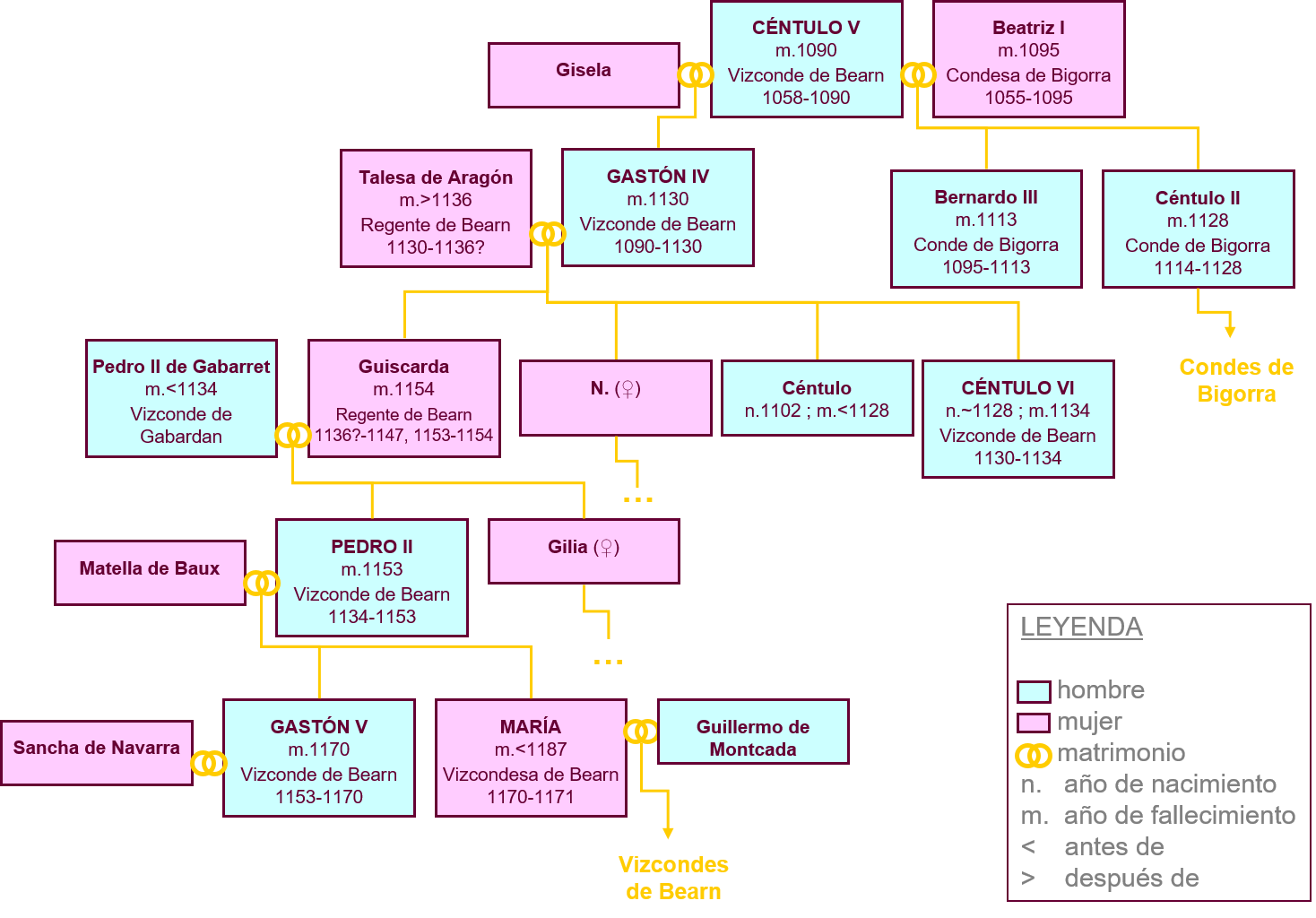
Descendents de Talesa d'Aragó.

Entre 1096 i 1101, mentre el seu marit Gastó IV participava en la Primera Croada, Talesa es va ocupar del govern de Bearn amb l'ajuda d'un consell senyorial. El mateix va fer més tard durant les freqüents i llargues estades del seu marit a Aragó. Talesa apareix en els registres històrics sobretot fundant establiments religiosos.

Tingué quatre fill, tots amb Gastó IV:
- Guiscarda
- altra xiqueta, del nom de la qual se sap només que comença per N
- Cèntul, nascut en 1102, mort abans de 1128
- Cèntul VI, nascut després de 1128.

En morir Gastó IV en 1131, Talesa s'ocupà de la regència en ser menor d'edat el seu fill Cèntul VI. Aquest va morir poc després, en la batalla de Garrotxa 1134, i el vescomtat va passar al fill de Guiscarda, Pere, també xiquet, amb la qual cosa Talesa va seguir exercint de regent.
Poc després el veí regne d'Aragó va ser sacsejat pel conflicte successori originat pel testament del rei Alfons I, mort en 1134. Talesa prengué partit contra Ramir «el Monjo», el qual en represàlia li va retirar els senyorius de Saragossa i Uncastillo que havia heretat del seu marit Gastó IV. Després de la intervenció del Papa la corona aragonesa va recaure finalment en el comte de Barcelona Ramon Berenguer IV. Aquest, per a recuperar les bones relacions amb Bearn, va atorgar a Talesa els feus d'Osca i Bespén així com drets sobre la Basílica del Pilar de Saragossa, on el seu marit estava enterrat. Va lliurar també la mà d'una princesa catalana al vescomte Pere, primer Pere per a posar Bearn baix control de la Corona d'Aragó.
La data de defunció de Talesa és desconeguda però se sap que va ser més tard de 1136.